# Wladimir Iwanowitsch Golowljow

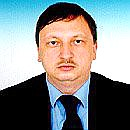
Wladimir Iwanowitsch Golowljow

Wladimir Iwanowitsch Golowljow (russisch Владимир Иванович Головлёв; * 11. Mai 1957 in Tscheljabinsk, RSFSR, UdSSR; † 21. August 2002 in Moskau, Russische Föderation) war ein russischer Politiker und Abgeordneter der Staatsduma.

## Leben
Golowljow studierte Bauwirtschaft an der Polytechnischen Universität Tscheljabinsk (heute Staatliche Universität Südural) und absolvierte diese im Jahr 1980.
Zwischen 1980 und 1989 war er als Wirtschaftswissenschaftler, Leiter des Labors für Wirtschaftsanalysen, Leiter der Planungsabteilung einer der Bau- und Installationsabteilungen eines Trusts in Tscheljabinsk tätig.
Bei den ersten Dumawahlen im Dezember 1993 zog er als Abgeordneter ins Parlament. Diese Erfolg wiederholte er bei den Wahlen 1995 und 1999.
Golowljow gehörte zu den Mitbegründern des Wahlbündnisses „Union der rechten Kräfte“ Ende der 1990er Jahre.
Er wurde während seiner Zeit als Abgeordneter des Betrugs und des Amtsmissbrauchs beschuldigt. In diesem Zusammenhang wurde seine parlamentarische Immunität im Jahr 2001 aufgehoben.
Golowljow wurde im August 2002 während eines Spaziergangs im Moskauer Bezirk Mitino erschossen.